# Chalifa ibn Chayyat
Chalifa ibn Chayyat al-Usfuri (arabisch خليفة بن خياط بن خليفة الشيباني العصفري البصري, DMG Ḫalīfa b. Ḫaiyāṭ b. Ḫalīfa aš-Šaibānī al-ʿUṣfurī al-Baṣrī, auch Khalifa ibn Khayyat; geboren ungefähr 776 in Basra; gestorben ungefähr 854) war ein arabischer Chronist und Hadith-Gelehrter, der aus Basra kam und wahrscheinlich auch dort wirkte.
Er ist der Verfasser der ältesten erhaltenen arabischen Chronik, der at-Tārīch (Die Geschichte). Sie umfasst die Jahre von 622 bis 847 in Annalen-Form, wobei die Einträge nach dem Mondkalender (Hidschri) sind (Jahre 1 bis 232 H). Sie hat 168 Folio-Seiten. Nach einer allgemeinen Einführung über Geschichtsschreibung im Islam und bei anderen beginnt die Chronik mit der Geburt von Mohammed. Der ältere Teil verbindet Berichte von älteren Verfassern mit knappen Einträgen zu Kalifen, Inhabern von höheren Ämtern, Gelehrten, Feldzügen gegen Byzanz, religiösen Führern. Nach Harun ar-Raschid (gestorben 809) kommen nur sehr knappe Eintragungen, die den offiziellen Historiografien von al-Ma'mūn und anderen Kalifen folgen. Zu den Quellen gehören Ibn Ishāq und al-Mada'ini.
Sie ist in nur einer Handschrift in Rabat erhalten (Maktabat al-Awqaf, MS 199). Dabei handelt es sich um eine Abschrift und Rezension von Baqī ibn Machlad (gestorben 889) aus dem Jahr 1085. Baqī ibn Machlad stammte aus Córdoba und reiste in den Irak.
Das Manuskript wurde 1966 durch Joseph Schacht gefunden und von einem seiner Schüler herausgegeben. Es war bei einem Sufi-Orden (Nasiriyya) in Tamegroute in Marokko.

## Schriften
- Carl Wurtzel, Robert G. Hoyland (Hrsg.): Khalifa ibn Khayyat's History on the Umayyad Dynasty (660–750). Translated Texts for Historians 63, Liverpool University Press 2015.

Arabische Ausgaben wurden 1967 von Suhail Zakkar und 1967/68 von A. Al-Umari veröffentlicht sowie 1995 von M. N. und H. K. Fawwaz.